# Diocesi di Cesarea di Filippo

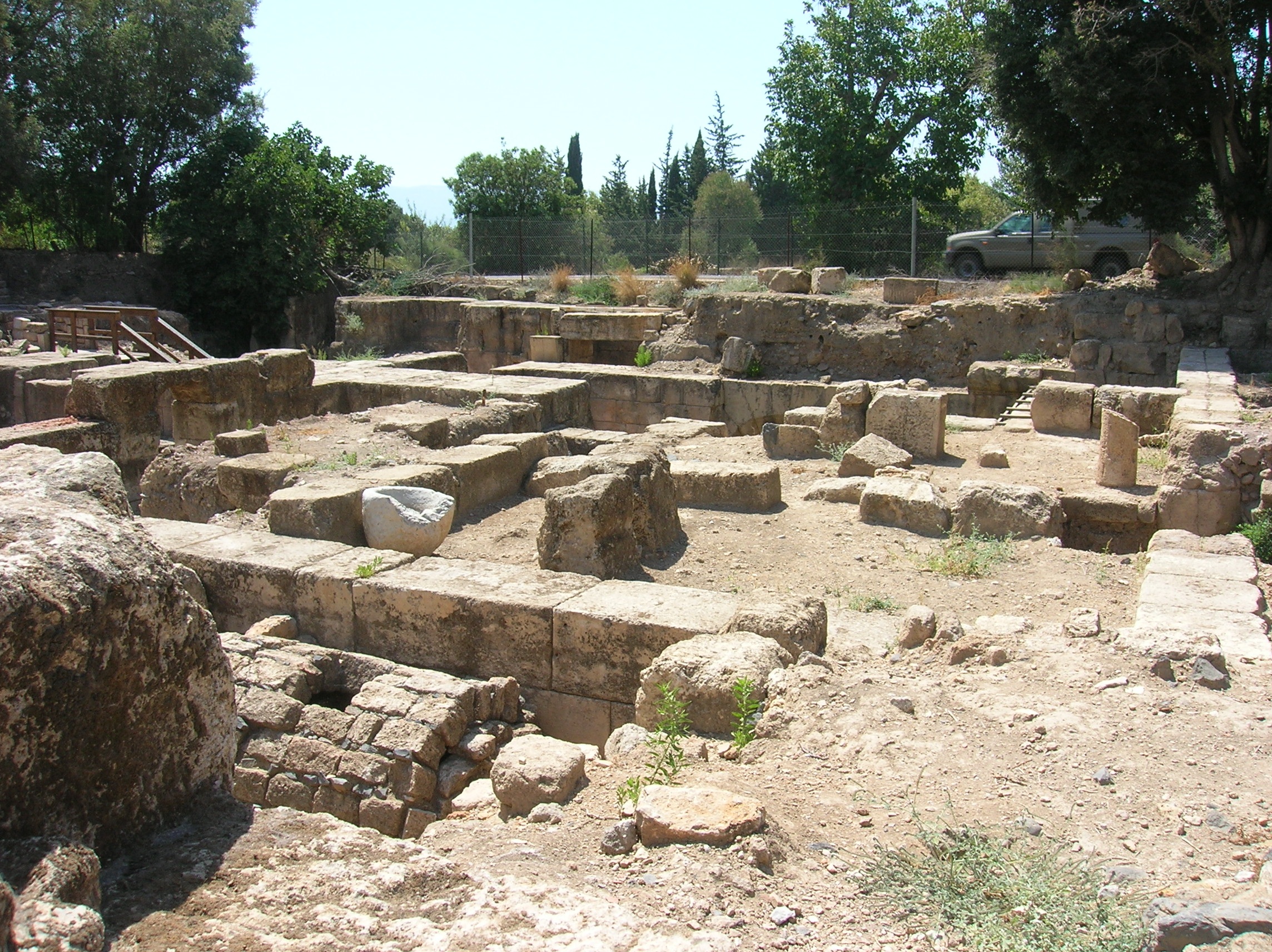
Rovine di Cesarea di Filippo.

La diocesi di Cesarea di Filippo (in latino Dioecesis Caesariensis Philippi) è una sede soppressa e sede titolare della Chiesa cattolica.

## Storia
Cesarea di Filippo, corrispondente alla città di Bāniyās (in greco: Panea) nell'odierno Golan (conteso tra Siria e Israele), è un'antica sede vescovile della provincia romana di Fenicia Prima nella diocesi civile d'Oriente. Faceva parte del patriarcato di Antiochia ed era suffraganea dell'arcidiocesi di Tiro, come attestato da una Notitia episcopatuum del VI secolo.
Il racconto evangelico di Matteo 16,13-20 riferisce che a Cesarea di Filippo Pietro apostolo fece la professione di fede che gli valse il titolo di capo della Chiesa. Secondo un'antica tradizione riportata da Eusebio di Cesarea, l'emorroissa che Gesù guarì era originaria di Cesarea di Filippo (cfr. Matteo 9,20-22); lo stesso storico ricorda che in città esisteva al suo tempo una statua che ricordava l'episodio evangelico.
Cesarea ebbe ben presto un proprio vescovo. Una tradizione locale fece di Erasto, menzionato da san Paolo nella lettera ai Romani 16,23, il primo vescovo e fondatore della comunità cristiana. Di certo, al primo concilio di Nicea nel 325 era presente Filocalo. Secondo la tradizione cristiana, Martirio (probabile corruzione per Asturio) sarebbe stato messo a morte durante la persecuzione di Flavio Claudio Giuliano. Barato prese parte al primo concilio di Costantinopoli nel 381 e Olimpio al concilio di Calcedonia nel 451. Infine Anastasio è segnalato alla fine VII secolo per essere divenuto patriarca di Gerusalemme, secondo la Historia ecclesiastica di Niceforo Callisto Xanthopoulos.
In epoca crociata, Cesarea di Filippo fu sede di una diocesi di rito latino. Sono noti due vescovi, Adamo e Giovanni. In una lettera del 24 ottobre 1272 papa Gregorio X scrisse una lettera all'arcivescovo di Nazareth e ai vescovi di Betlemme e di Paneade, che però non menziona.
In seguito la diocesi è diventata sede titolare. Nelle fonti ecclesiastiche, la città è chiamata Panea, Paneade o Belina. Almeno fino al 1882 negli Annuari pontifici non esiste la sede Caesariensis Philippi, ma solo la sede Paneadensis. Negli Acta Sanctae Sedis la sede di Cesarea di Filippo appare solo con la nomina di Cirillo Makarios nel 1895.
Dal XIX secolo Cesarea di Filippo è annoverata tra le sedi vescovili titolari della Chiesa cattolica; dal 9 giugno 1990 il vescovo titolare è Guy-Paul Noujaim, già vescovo ausiliare di Joubbé, Sarba e Jounieh.

## Cronotassi

### Vescovi greci
- Erasto † (I secolo)
- Filocalo † (menzionato nel 325)
- San Martirio (o Asturio) † (? - circa 362/363 deceduto)
- Barato † (menzionato nel 381)
- Olimpio † (menzionato nel 451)
- Anastasio † (fine VII secolo nominato patriarca di Gerusalemme)

### Vescovi latini
- Adamo † (circa 1132/1133 - 1147)
- Giovanni † (1169 - 1173 ?)[11]
- Anonimo † (menzionato nel 1272)

### Vescovi titolari
I vescovi di Cesarea di Filippo appaiono confusi con i vescovi delle altre sedi omonime (Arcidiocesi di Cesarea di Cappadocia, Arcidiocesi di Cesarea di Palestina, Diocesi di Cesarea di Bitinia, Diocesi di Cesarea di Mauritania, Diocesi di Cesarea di Numidia, Diocesi di Cesarea di Tessalia), perché nelle fonti citate le cronotassi delle diverse sedi non sono distinte.
- Juan Sáenz de Valatorre † (30 settembre 1675 - prima del 9 dicembre 1687 deceduto)
- Pierre Magnye † (28 settembre 1784 - ?)
- Aidan Devereaux † (3 agosto 1847 - 11 febbraio 1854 deceduto)
- Mariano Šunjić, O.F.M. † (3 ottobre 1854 - 28 settembre 1860 deceduto)
- Matthias Eberhard † (7 aprile 1862 - 20 settembre 1867 confermato vescovo di Treviri)
- Rupert Mayr † (22 ottobre 1869 - 27 luglio 1873 deceduto)
- Alessio Maria Filippi, O.F.M. † (25 gennaio 1876 - 22 novembre 1888 deceduto)[12]
- Cirillo Makarios † (15 marzo 1895 - 19 giugno 1899 nominato patriarca di Alessandria)
- Giuliano Cabras † (17 dicembre 1900 - 19 ottobre 1905 deceduto)
- Giuseppe Morticelli † (11 dicembre 1905 - 11 ottobre 1910 deceduto)
- Hermann Zschokke † (17 novembre 1910 - 23 ottobre 1920 deceduto)
- Antonio Micozzi † (22 luglio 1921 - 23 dicembre 1927 nominato vescovo di Teramo)
- Ercole Attuoni † (15 luglio 1929 - 16 marzo 1933 nominato arcivescovo di Fermo)
- Francesco Beretti † (4 luglio 1936 - 25 novembre 1949 nominato arcivescovo titolare di Leontopoli di Pamfilia)
- Armando Lombardi † (13 febbraio 1950 - 4 maggio 1964 deceduto)
- Lawrence Patrick Moran † (9 novembre 1964 - 15 marzo 1970 deceduto)
- Joseph Powathil † (7 gennaio 1972 - 26 febbraio 1977 nominato eparca di Kanjirapally)
- Béchara Boutros Raï, O.M.M. (2 maggio 1986 - 9 giugno 1990 nominato eparca di Jbeil)
- Guy-Paul Noujaim, dal 9 giugno 1990